# Secesión de Hamburgo

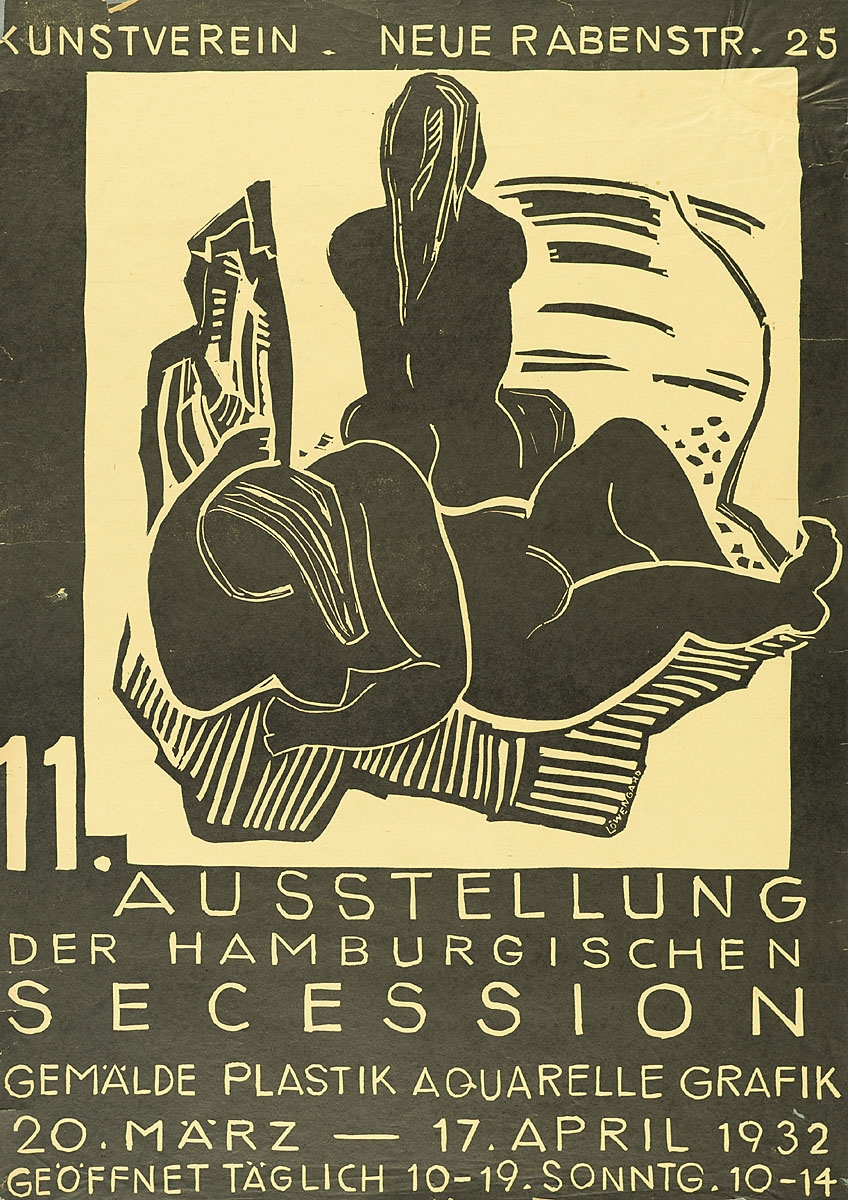
Cartel de exposición de Kurt Löwengard de 1932 para la Exposición en el Kunstverein de Hamburgo. Colección Museo de Arte e Industria de Hamburgo

La Secesión de Hamburgo ( secesión = separación) fue fundada en 1919 como un grupo artístico de secesión. La asociación de artistas tenía alrededor de 55 miembros, entre artistas arquitectos y escritores. Se disolvió en mayo de 1933 bajo la presión del régimen nacionalsocialista. En 1945 se refundó la Secesión de Hamburgo, que se disolvió de nuevo en 1952.

## Mejora del clima para las artes
El objetivo de la asociación era mejorar el clima para las bellas artes en la ciudad hanseática dominada desde siempre por el comercio. Los artistas se quejaban repetidamente de que, debido a la falta de cafés de artistas, como en Múnich o París, no había lugares de encuentro para ellos. Tampoco existía una academia para la formación de artistas en la ciudad. El primer director de la Hamburger Kunsthalle, Alfred Lichtwark, ya se había quejado de que muchas personas con talento daban la espalda a su ciudad natal para formarse y luego nunca regresaban a la ciudad hanseática. La Secesión buscó abordar el problema a través de una gran variedad de actividades culturales como exposiciones, conferencias, lecturas y festivales de artistas. Por último, pero no menos importante, también quería ser una asociación de artistas de alto nivel y representar a la élite de los artistas de Hamburgo.
La fecha de fundación relativamente tardía de la secesión es significativa porque los miembros del grupo ya se habían recuperado un poco de la Primera Guerra Mundial. El entusiasmo por la guerra del que muchos artistas expresionistas fueron víctimas primero y que después sumió a muchos en crisis existenciales (por ejemplo a Max Beckmann), no estuvo presente en la Secesión de Hamburgo. A diferencia del “ Die Brücke ” de Dresde, la Secesión de Hamburgo no tenía un programa teórico fijo, al igual que no era el caso del grupo “ Der Blaue Reiter ” de Múnich. Esto se manifestó en diversas exposiciones anuales en las que se exhibían tanto las obras de los miembros como las de los artistas contemporáneos más importantes de la época (por ejemplo, Klee, Picasso, Kandinsky, de Chirico, Braque). El punto de referencia fue la orientación hacia estilos modernos y de un alto nivel artístico.
La primera exposición de la Secesión de Hamburgo se inauguró el 14 de diciembre de 1919 en la Hamburger Kunsthalle. Emil Maetzel realizó una xilografía para la portada del catálogo de la exposición.  Con una excepción, cada año se realizó una exposición. Además, la Secesión de Hamburgo estableció contactos con asociaciones de artistas similares en otras ciudades. Esto resultó en una exposición de los secesionistas de Hamburgo en Núremberg en 1927 por invitación de la Secesión de Núremberg. La última exposición de la Secesión de Hamburgo fue cerrada por la policía el 30 de marzo de 1933 por orden de una oficina de Berlín del Ministerio de Propaganda del tercer Reich. Fue el primer cierre de una exposición por parte de los nacionalsocialistas, al que siguieron varias otras.
Además de las exposiciones, se llevaron a cabo series de conferencias sobre todos los ámbitos de la cultura, con ponentes como Rosa Schapire, también miembro literaria de la Secesión, Max Sauerlandt, Karl Kraus y muchos otros. La Secesión también ofreció a los arquitectos la oportunidad de presentar sus proyectos. Aunque este enfoque cultural general correspondía a las ideas de la Bauhaus, fundada al mismo tiempo en Weimar, el enfoque de la Secesión de Hamburgo fue menos sistemático y tampoco era esa su intención. Sin embargo, los proyectos de los arquitectos del grupo también están a la altura de la época. Los muebles estándar del miembro Karl Schneider son absolutamente comparables al mobiliario creado al mismo tiempo en la Bauhaus o en el grupo " Das Neue Frankfurt ".
La Secesión de Hamburgo fue miembro del Grupo de Asociaciones de Artistas de Hamburgo, fundado el 20 de febrero de 1929 y cuyo presidente era el escritor Hans Henny Jahnn. El Grupo era una asociación de todos los artistas independientes de Hamburgo para formar una organización coordinadora. Además de la Secesión de Hamburgo, la asociación incluía a la Asociación de Artistas de Hamburgo, la Asociación de Protección de Escritores de Northwestgau, la Asociación de Compositores de Hamburgo, la Asociación Empresarial de Artistas Visuales del Reich y la Asociación de Artistas de Altona. 

## Estilo de la secesión de Hamburgo

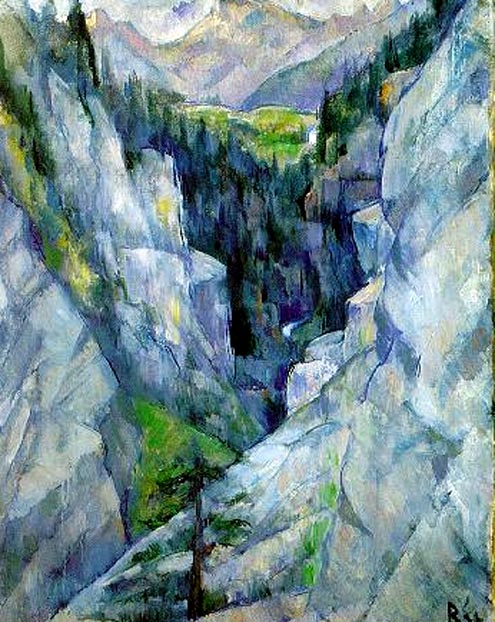
Anita Rée : Desfiladero cerca de Pians, 1921, Hamburger Kunsthalle

A finales de los años veinte, algunos pintores más jóvenes (p. ej.B. Rolf Nesch, Eduard Bargheer, Karl Ballmer y Karl Kluth) bajo la impresión de las obras de Edvard Munch, implantaron un nuevo estilo que se caracteriza por los contornos redondeados y las simplificaciones superficiales de personas y paisajes. La combinación de colores es sobria, predominando a menudo el azul apagado y el gris. En investigaciones recientes sobre la Secesión de Hamburgo, este estilo se denomina estilo de la Secesión de Hamburgo.

## Festivales de artistas
Varios miembros de la Secesión de Hamburgo (en particular, Emil Maetzel, Fritz Kronenberg y Otto Tetjus Tügel) contribuyeron decisivamente a la organización de los festivales de artistas de Hamburgo cada año. Además, a partir de 1928, la Secesión celebró su propio festival anual titulado Zinnober. La permisividad de estos festivales, que también fueron populares fuera del ámbito artístico, pero sobre todo las críticas flagrantes dirigidas públicamente a los  nacionalsocialistas, pueden haber sido las razones por las que la exposición de la primavera de 1933 fue la primera exposición organizada en Alemania cerrada por instigación de los nacionalsocialistas, tras su toma del poder.

## La época del nacionalsocialismo.
La antigua Villa Ohlendorff en el distrito de Hamm sirvió desde 1930 como estudio para varios artistas de la Secesión y continuó utilizándose incluso después de la disolución del grupo hasta que fue bombardeada en 1943 .]]
Poco después del cierre de la exposición, se pidió a la Secesión de Hamburgo que excluyera a los miembros judíos. Los socios del club respondieron a esta solicitud el 16 de mayo de 1933 disolviendo el grupo, convirtiendo los bienes del club en champán mientras tomaban una copa en grupo. Muchos de los artistas vivieron posteriormente el amargo destino de aquellos años: prohibición profesional, ostracismo, emigración, prisión. Algunos dejaron su vida “voluntariamente” ( Anita Rée, Alma del Banco) otros murieron en campos o en prisión (Johannes Wüsten). Los supervivientes tuvieron que afrontar a menudo la destrucción de gran parte de sus obras en estudios bombardeados durante los ataques aéreos.

## Periodo de posguerra
El 11 de junio de 1945 se restableció la Secesión de Hamburgo. A principios de noviembre tuvo lugar la primera exposición de la posguerra en las salas de Ernst Hauswedell. Siguieron más exposiciones. Sin embargo, los esfuerzos por revivir y desarrollar la Secesión estuvieron condenados al fracaso, porque a la mayoría de sus artistas más orientados a la representación les resultó difícil afirmarse en el mundo del arte del momento que veía el futuro de la creación artística en el arte informal. En 1952 la Secesión de Hamburgo volvió a disolverse. 

## Miembros de la Secesión de Hamburgo (selección)
- Friedrich Ahlers-Hestermann
- Ludolf Albrecht (1919–1920)
- Alma del Banco
- Eduard Bargheer
- Karl Ballmer
- Lotte Benkert (1919–1920)
- Carl Blohm
- Franz Breest
- Fritz Bürger
- Willy Davidson
- Lore Feldberg-Eber
- Arnold Fiedler
- Otto Fischer-Trachau
- Fritz Flinte (1919–1920, ab 1945)
- Willem Grimm
- Wilhelm Haerlin
- Richard Haizmann
- Hilde Hamann
- Paul Hamann
- Erich Hartmann
- Ivo Hauptmann
- Fred Hendriok
- Paul Henle
- Maximilian Jahns (1919–1920)
- Hugo Johnsson
- Paul Kayser
- Karl Kluth
- Fritz Kronenberg
- Ludwig Kunstman

- Richard Kuöhl
- Reinhard Lentz
- Kurt Löwengard
- Emil Maetzel
- Dorothea Maetzel-Johannsen
- Wilhelm Niemeyer
- Rolf Nesch
- Karl Opfermann
- Jakob Detlef Peters
- Wilhelm Plate
- Alexandra Povòrina
- Karl Prahl
- Anita Rée (1919–1933)
- Otto Rodewald
- Hans Martin Ruwoldt
- Karl Schneider
- Paul Schwemer
- Martin Ernst Friedrich Schwemer
- Emil Leonhard Smidt
- Herbert Spangenberg (1946–1952)
- Heinrich Steinhagen (1919–1920)
- Heinrich Stegemann
- Willi Titze
- Otto Tetjus Tügel (1919–1933)
- Friedrich Wield
- Albert Wöbcke
- Gretchen Wohlwill
- Johannes Wüsten